# NS 9500
De serie NS 9500 was een serie tenderlocomotieven van de Nederlandse Spoorwegen (NS).
Rond 1920 bestelde de Maatschappij tot Exploitatie van Staatsspoorwegen (SS) een vijftal tenderlocomotieven voor de rangeerdienst bij de fabriek Hohenzollern te Düsseldorf-Grafenberg. De locomotieven met de fabrieksnummers 4154-4158 zouden bij de SS de nummers 636-640 krijgen. Nadat de SS met de Hollandsche IJzeren Spoorweg-Maatschappij was samengevoegd kreeg de serie, welke in 1921 werd geleverd, de NS nummers 9501-9505.
De locomotieven vertoonden veel gelijkenissen met het Pruisische type T161, later bij de Deutsche Reichsbahn ingedeeld in de serie 94. Van dat type kwamen in 1945 twee exemplaren bij de NS als serie 9600. Veel universele onderdelen waren echter zo veel mogelijk gelijk aan die van al bestaande SS locomotieven.
De sterke serie 9500 werd door de NS voornamelijk gebruikt voor het heuvelen van zware kolentreinen in Zuid-Limburg en het rijden van kolentreinen in de omgeving van Heerlen.
De locomotieven werden tussen 1947 en 1953 afgevoerd, waarna de 9501 nog een tijd als stationaire ketel in Depot Feijenoord is gebruikt. Er is geen exemplaar bewaard gebleven.
| Fabrieksnummer | In dienst | NS nummer | Uit dienst | Bijzonderheden |
| -------------- | --------- | --------- | ---------- | -------------- |
| 4154           | 1921      | 9501      | 1953       |                |
| 4155           | 1921      | 9502      | 1953       |                |
| 4156           | 1921      | 9503      | 1947       |                |
| 4157           | 1921      | 9504      | 1947       |                |
| 4158           | 1921      | 9505      | 1952       |                |

## Afbeedingen

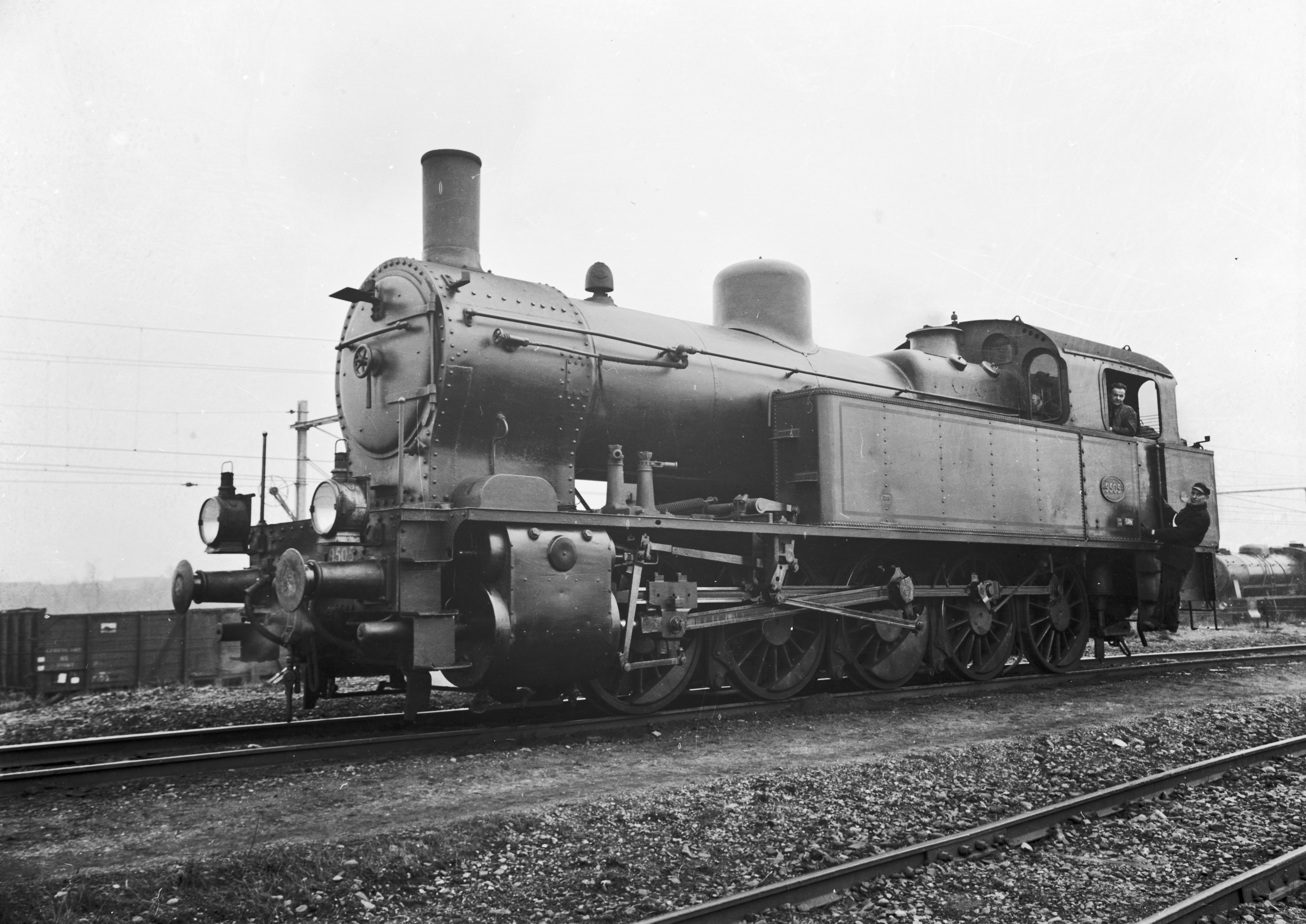
Stoomlocomotief nr. 9505 te Susteren (11-04-1949)
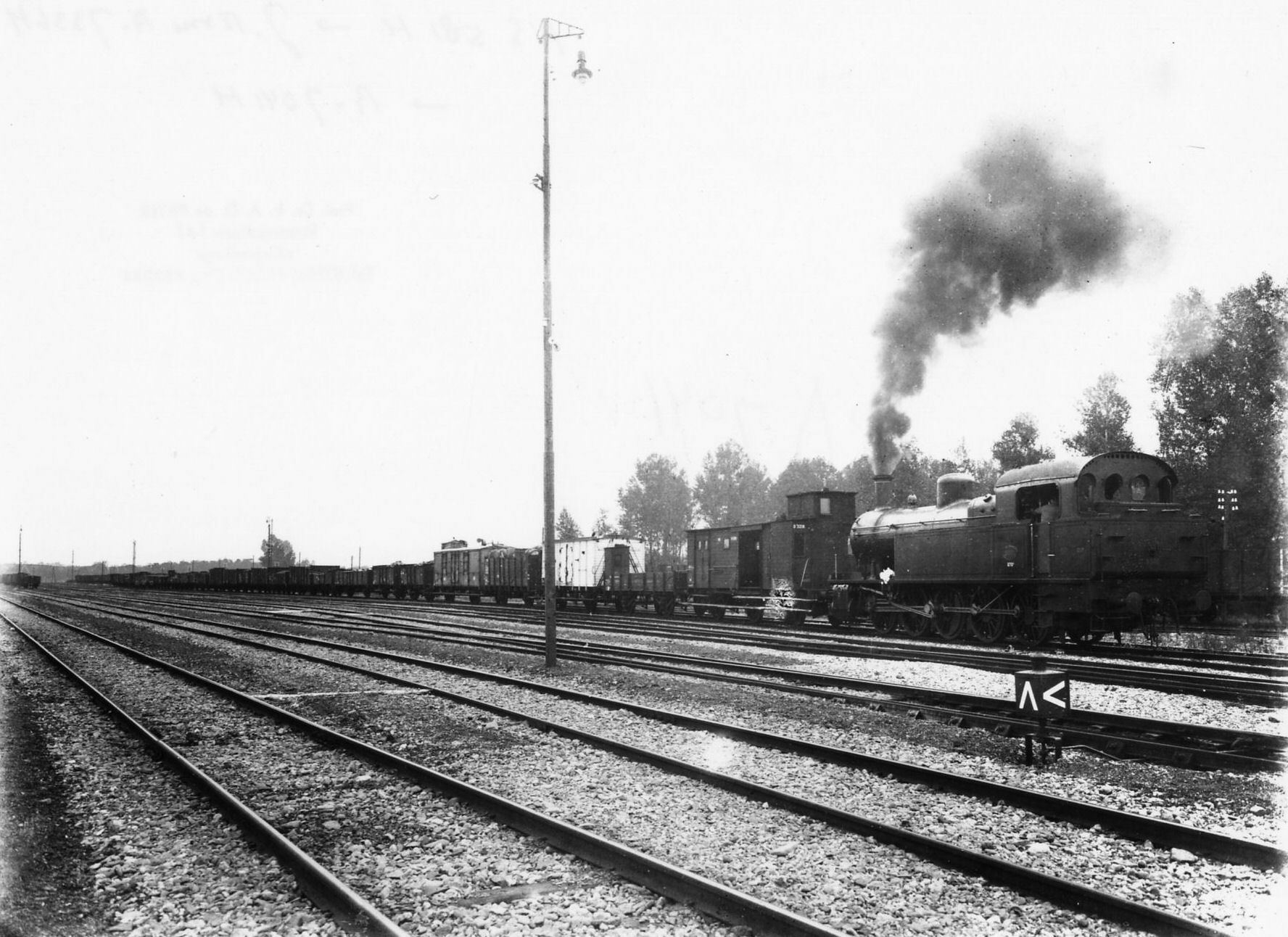
Stoomlocomotief nr. 9501 met een goederentrein. (Tussen 1921 - 1940)
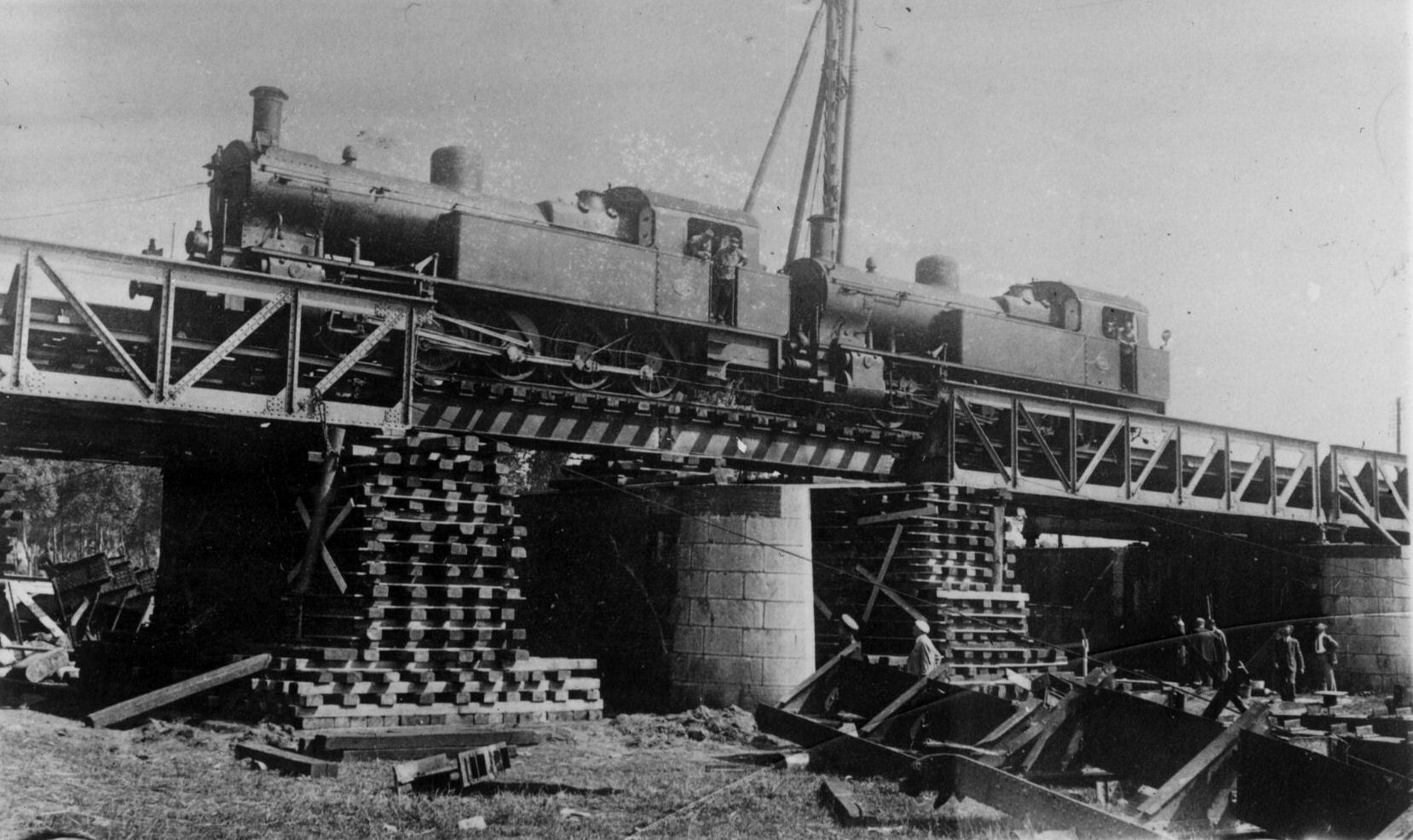
Twee stoomlocomotieven uit de serie 9500 van de N.S. tijdens het beproeven van de noodbrug over de Roer bij Roermond. (1940)